# 何汶
何汶（?—?），号竹庄居士。处州（今浙江丽水）人。
庆元二年（1196年）进士。开禧二年（1206年） 擔任德安府教授。嘉定八年，知清流县。著有《竹庄诗话》二十七卷。